# Liste der politischen Parteien in Ghana
Ghana hat ein Zweiparteiensystem, wie z. B. die USA, das heißt zwei Parteien sind dominant.
Die Parteien sind nach historischen Zeitabschnitten bzw. alphabetisch (englische Namen) geordnet.

## In der Kolonialzeit
- Anlo Youth Association (AYA)
- Convention People’s Party (CPP)
- Federation of Youth (FY)
- Ghana Congress Party (GCP)
- Muslim Association Party (MAP)
- National Democratic Party (NDP)
- Nationalist Party (NP)
- National Liberation Movement (NLM)
- Northern Peoples’ Party (NPP)
- Togoland Congress (TC)
- United Gold Coast Convention (UGCC)

## Erste Republik (1957–1966)
- Convention People’s Party (CPP)
- United Party (UP)

Von Februar 1966 bis zum 1. Mai 1969 waren alle politischen Parteien in Ghana verboten.

## Zweite Republik (1969–1972)
- All People’s Republican Party, (APRP)
- Justice Party, (JP)
- National Alliance of Liberals, (NAL)
- People’s Action Party, (PAP)
- Progress Party, (PP)
- United Nationalist Party, (UNP)

## Dritte Republik (1979–1981)
- Action Congress Party, (ACP)
- All People’s Party (Ghana), (APP)
- People’s National Party, (PNP)
- Popular Front Party, (PFP)
- Social Democratic Front, (SDF)
- Third Force Party, (TFP)
- United National Convention, (UNC)

## Im heutigen Ghana (seit 1992)
- Convention People’s Party, (CPP) – Volkskongresspartei, sozialistisch
- Democratic Freedom Party, (DFP) – demokratische Freiheitspartei, seit 2006
- Democratic People’s Party, (DPP) – Demokratische Volkspartei
- Every Ghanaian Living Everywhere, (EGLE) – Jeder Ghanaer, wo immer er lebt
- Ghana Democratic Republican Party, (GDRP) – Ghanaische Demokratische Republikanische Partei
- Great Consolidated Popular Party, (GCPP) – Die Große Vereinigte Populäre Partei
- Ghana Freedom Party, seit 2011
- National Convention Party, (NCP) – Partei der Nationalversammlung
- National Democratic Congress, (NDC) – Nationaler Demokratischer Kongress
- National Independence Party, (NIP) – Nationale Unabhängigkeitspartei
- National Reform Party, (NRP) – Nationale Reformpartei
- New Generation Alliance – Allianz der neuen Generation
- New Patriotic Party, (NPP) – Neue Patriotische Partei
- Nkrumah National Party – Nkrumah nationale Partei
- People’s Heritage Party, (PHP) – Partei des Volkserbes
- People’s National Convention, (PNC) – Volksnationalkongress
- Popular Party for Democracy and Development – Volkspartei für Demokratie und Entwicklung
- United Ghana Movement, (UGM) – Vereinte Ghanaische Bewegung
- United Renaissance Party, (UNP) – Vereinte Renaissance Partei